# Stazione di Meduno
Stazione di Meduno vasútállomás Olaszországban, Meduno településen.

## Vasútvonalak
Az állomást az alábbi vasútvonalak érintik:
- Sacile-Pinzano-vasútvonal

## Kapcsolódó állomások
A vasútállomáshoz az alábbi állomások vannak a legközelebb:
- Stazione di Travesio
- Stazione di Fanna-Cavasso